# Lucero del alba

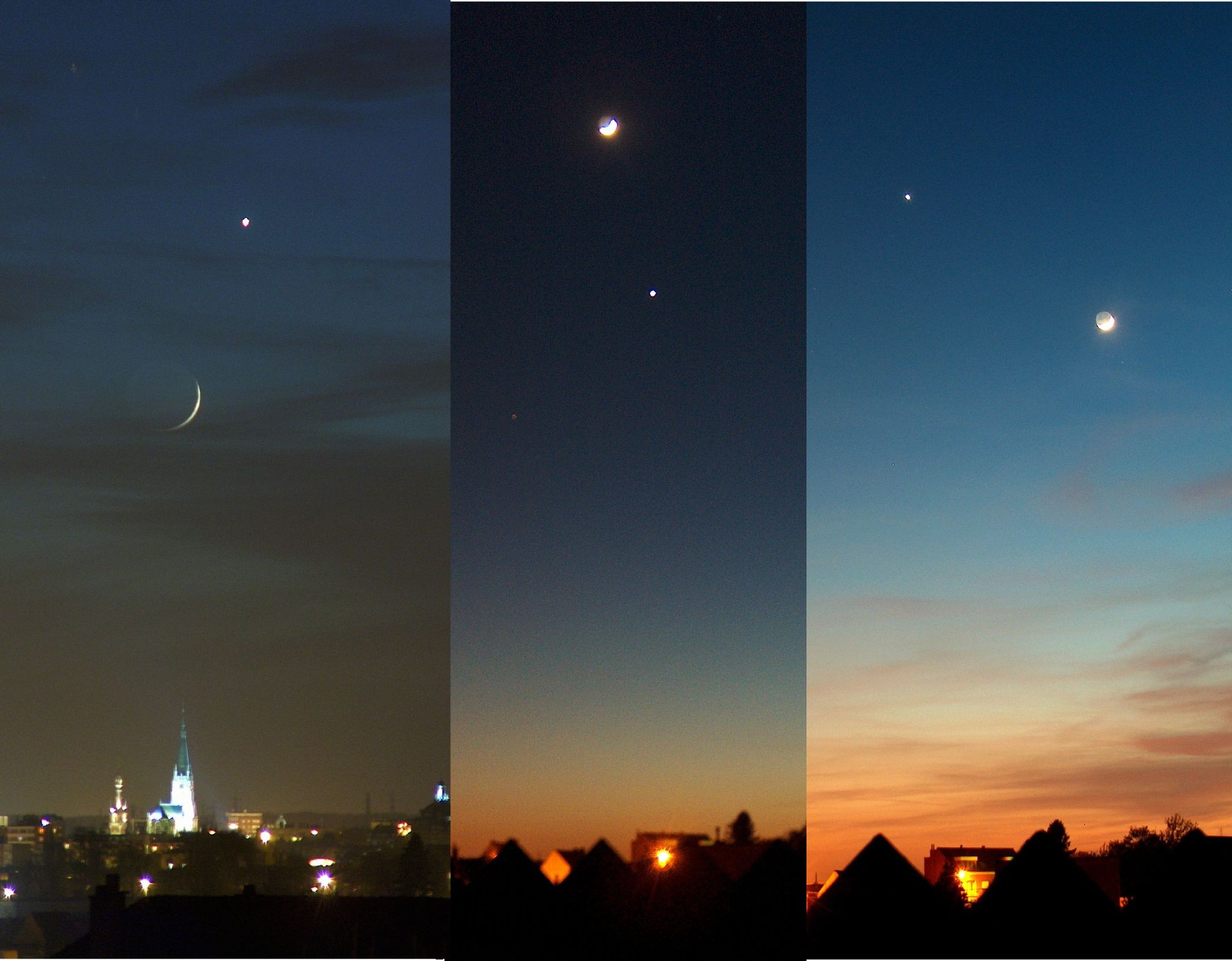
El Lucero del alba y la luna.

El Lucero del alba, a veces llamado «Estrella del alba», es una denominación popular para referirse al planeta Venus cuando es visible en el cielo al amanecer. Se le denomina «Lucero de la tarde» o «Estrella vespertina» cuando dicho planeta es visible en el firmamento al atardecer. El término tiene connotaciones poéticas y místicas.

## Características
Desde la Tierra, y debido a su propia órbita y la de Venus, este último planeta es visible durante la noche, sólo las primeras tres horas después del atardecer al oeste, y las últimas tres antes del amanecer, al este. Por otra parte, debido a que se trata del objeto más luminoso del cielo, después del Sol y de la Luna, Venus resulta visible aún de día, durante el atardecer y el amanecer, convirtiéndose en el primer astro en ser visto.
Los astrónomos de la Antigua Grecia pensaron que se trataban de dos cuerpos diferentes y los denominaron «Phosphoros» y «Heosphoros», al alba y al atardecer respectivamente.

## Mitología
Debido a su destacado brillo, muchas religiones lo han considerado (aún hoy día) un dios, semidiós o un mensajero celestial: 
- En la mitología egipcia, al dios Shu se le llamaba «Estrella de la mañana».
- En la mitología eslava, el Lucero del alba era uno de los dioses Zorya.
- En la tradición nórdica anglosajona es Aurvandil (Earendel).
- En su aparición matutina los aztecas lo llaman Tlahuizcalpantecuhtli, 'El Señor de la Casa del Amanecer', personificación del mismo Quetzalcóatl.
- En la mitología incaica, Venus es la personificación de la diosa Ch'aska Qoyllur.
- En la mitología mapuche, recibe el nombre de Wünelfe.[1]
- En la mitología muisca, Fagua es el Lucero de la alborada[cita requerida].

## Religión
En la Biblia aparece varias veces la expresión «estrella de la mañana», pudiendo tener dos significados:
- Por una parte, puede designar a Lucifer, el serafín desterrado del cielo, de acuerdo a Isaías 14:12.
- Por otro lado, puede designar a Cristo mismo de acuerdo a Apocalipsis 22:16: «Yo, Jesús, [...] soy la raíz y el linaje de David, la estrella resplandeciente de la mañana». Dicha interpretación encontraría apoyo en los textos de Apocalipsis 2:28 (que probablemente esté haciendo referencia a Números 24:17) y 2 Pedro 1:19.

Una antigua tradición católica compara a la Virgen del Carmen con la estrella de la mañana, llamándola «Stella Maris» ('Estrella del mar') pues, según la teología católica, esta guía con su luz al puerto seguro, que sería Cristo.
En la tradición budista se narra el momento en el que el Buda histórico experimenta su gran despertar como un suceso que ocurre el 8 de diciembre, precisamente al amanecer, justo cuando Buda ve el lucero del alba (Venus).

## En el arte
Probablemente por su relación con el amanecer, el Lucero de alba ha sido objeto de gran cantidad de obras artísticas. 
La mitología de Tolkien descrita en El Silmarillion culmina con el marinero Eärendil elevándose en el firmamento con un silmaril en la frente, convirtiéndose así en el lucero del alba, signo de esperanza para elfos y hombres. A su vez, en El Señor de los Anillos, uno de los nombres por los que es conocida la elfa Arwen es "Undómiel" (estrella de la tarde). 
En la novela de Neil Gaiman Stardust y su adaptación cinematográfica. La protagonista Yvaine solía ser la estrella vespertina.
El grupo de rock argentino Almafuerte tiene una conocida canción titulada precisamente "Lucero del alba", que integra su álbum Del entorno. El grupo folklórico peruano Alma Solitaria, también interpreta una canción titulada "Lucero del alba". El notable dúo compositor Leguizmón y Castilla, realizan un paralelo entre el Lucero del alba y un tradicional boliche de trasnoche salteño, en la conocida zamba "Balderrama".
La canción romántica de Juice Newton, que lleva el nombre Angel of the Morning y que hace relación a una clandestina noche de amor; dice en gran parte de la melodía: "llamará ángel de la mañana". 
El escritor y titiritero argentino, Javier Villafañe, escribió "La leyenda del Lucero del alba", en su libro Los sueños del sapo, en la que cuenta que el Lucero nació para que los gallos no se quedaran dormidos al amanecer.
El Grupo alemán de Industrial Metal Rammstein posee una canción llamada Morgenstern, (Lucero del Alba) en alemán, que integra el álbum Reise, Reise.
En los Libros de Cassandra Clare, Cazadores de sombras existe una familia cuyo nombre es Morgenstern, apellido real de la protagonista Clary Fray que sería Clarissa Morgenstern y su Padre el "villano" Valentine Morgenstern.
En los libros de Lauren Kate, la Saga Oscuros o Fallen (en inglés); hace referencia a Lucifer el más famoso de los ángeles caídos, por su codicia a un poder superior al del Trono (Dios). Estos ángeles son muy comunes en las historias de conflicto entre el bien y el mal, como esta.
El grupo The Mars Volta creó una canción llamada Asilos Magdalena que contiene varias referencias al tema. A saber: la repetición cuádruple de la última estrofa: «Estrella de la mañana / Samael te persigo a ti / y si me quemo sin alas / además me muero por ti»; la idea de que «el oscuro me mantiene» usada en dos estrofas distintas; una referencia textual al infierno («Y ya no me estoy enamorado / con tus mentiras / el infierno me duermo / porque el infierno es la única verdad»); así como lo que parece ser una referencia a Lucifer: «Y ya que caíste de este mundo / cargo una navaja / Dios mío / para ti / Cuántas veces me mordiste / y cuántas veces yo me fui».
El cantante y compositor Simón Díaz en su canción "Mi querencia" (de la década de los 60's) refiere al "Lucero del Alba" de la siguiente manera: 
«Lucero de la mañana / préstame tu claridad /para alumbrarle los pasos / a mi amante que se va. //
Si pasas algún trabajo / lejos de mi soledad /dile al lucero del alba / que te vuelva a regresar; / dile al lucero del alba / que te vuelva a regresar.».
El pintor neerlandés  Vincent Van Gogh pintó la estrella de la mañana en su famosa pintura "La noche estrellada" mientras se encontraba internado en el asilo de Saint-Paul-de-Mausole. En las cartas que mandaba a su hermano Theo describe sobre La noche estrellada: “Esta mañana he visto el campo antes de amanecer desde mi ventana, con nada más que la estrella de la mañana, la cual era muy grande”.